# Constantin Dumitrescu (boxe anglaise)
Pour les articles homonymes, voir Dumitrescu et Constantin Dumitrescu.
Constantin Dumitrescu est un boxeur roumain né le 14 mars 1931 à Bucarest.

## Carrière
Il participe aux Jeux olympiques d'été de 1956 en combattant dans la catégorie des poids super-légers et remporte la médaille de bronze.

### Parcours auxJeux olympiques
Jeux olympiques d'été de 1956 à Melbourne (poids super-légers) :
- Bat Terrence Oung (Myanmar) aux points
- Bat Hans Petersen (Danemark) aux points
- Bat Hwang Ui-Gyeong (Corée du Sud) aux points
- Perd contre Franco Nenci (Italie) aux points